# تاشو
تاشو (به لاتین: Tshopo) یک استان در جمهوری دموکراتیک کنگو است. تاشو ۱۹۹٬۵۶۷ کیلومتر مربع مساحت و ۲٬۶۱۴٬۶۳۰ نفر جمعیت دارد.